# Piotr Michalski
Piotr Michalski (Sanok, 27 de julio de 1994) es un deportista polaco que compite en patinaje de velocidad sobre hielo.
Ganó cuatro medallas en el Campeonato Europeo de Patinaje de Velocidad sobre Hielo en Distancia Individual entre los años 2018 y 2024.
Participó en dos Juegos Olímpicos de Invierno, en los años 2018 y 2022, ocupando en Pekín 2022 el cuarto lugar en los 1000 m y el quinto en los 500 m.

## Palmarés internacional
| Campeonato Europeo en Distancia Individual | Campeonato Europeo en Distancia Individual | Campeonato Europeo en Distancia Individual | Campeonato Europeo en Distancia Individual |
| Año                                        | Lugar                                      | Medalla                                    | Prueba                                     |
| ------------------------------------------ | ------------------------------------------ | ------------------------------------------ | ------------------------------------------ |
| 2018                                       | Kolomna (Rusia)                            | Medalla de bronce                          | Velocidad por equipos                      |
| 2022                                       | Heerenveen (Países Bajos)                  | Medalla de oro                             | 500 m                                      |
| 2022                                       | Heerenveen (Países Bajos)                  | Medalla de bronce                          | Velocidad por equipos                      |
| 2024                                       | Heerenveen (Países Bajos)                  | Medalla de oro                             | Velocidad por equipos                      |